# ヴィクトル・パニジェーリニク
ヴィクトル・ヴラジーミロヴィチ・パニジェーリニク（ロシア語: Виктор Владимирович Понедельник、1937年5月22日 - 2020年12月5日）は、ソビエト連邦の元サッカー選手、元サッカー指導者。元ソビエト連邦代表。選手時代のポジションはFW。

## クラブ歴
1956年に地元のローカルクラブであるトルペド（翌年ロスツェルマシュに改名し、現在はFCロストフ）で選手となった。
1959年に同じロストフ・ナ・ドヌを本拠地とする1部所属のFC SKAロストフ・ナ・ドヌに移籍。1961年の前半にPFC CSKAモスクワに在籍したが再びSKAロストフ・ナ・ドヌに戻った。
1966年にFCスパルタク・モスクワに移籍したが、体重増加と虫垂炎の手術のために同年で引退した。

## 代表歴
1960年5月19日に行われたポーランド代表との親善試合で代表初出場を記録した。同年の欧州ネイションズカップにも参加、決勝戦のロスタイムにヘディングで決勝点を叩き込んで優勝の立役者となった功績で知られている。なおソビエト連邦代表はこれ以前にもこれ以降にも、他に大きなタイトルを獲得する事はなかった。この大会での彼はこの得点も含めて2得点であったが得点王の一人となり、ベストイレブンにも選出された。
その後、1962 FIFAワールドカップ、1964 欧州ネイションズカップにも参加した。前者ではフランス・フットボール選定のベストイレブンに選出された。

## 選手引退後
選手引退後はコーチ業を務めた他、スポーツ記者やスポーツ書籍の著者、ロシア連邦首相の相談役などを歴任した。ソビエト連邦およびロシア連邦のスポーツ発展への寄与は大きく、様々な賞も受けた。
2015年8月28日にはオリンプ-2に若かりし頃の彼がトロフィーを持っている姿の彫像が完成した。2020年12月5日に歿した。